# Albert herceg (piercing)

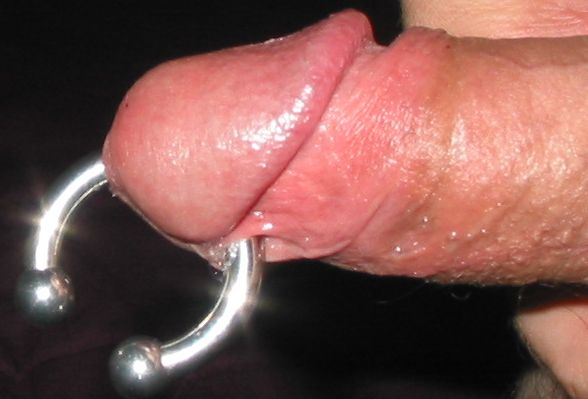
Albert herceg piercing a hímvessző makkjában

Az Albert herceg (más néven Prince Albert piercing vagy PA piercing) az egyik legelterjedtebb férfinemiszerv-piercing. A gyűrűt, vagy annak egy részét formázó piercinget a hímvessző makkjának alsó felében helyezik el. A fitymaféknél lép be a makkba és a húgycsőnyílásnál, vagy annak közelében lép ki. Hozzá hasonló a fordított Albert herceg, ami azonban a húgycsőtől a makk felső felénél lép ki. Ha a hímvessző körülmetélt, akkor a gyűrű középen helyezhető el. Körülmetéletlen pénisznél csak kissé aszimmetrikusan helyezhető be, mert a gyűrűt a fitymafék mellett lehet csak bevezetni a makkba.
Nevét a legenda szerint Albert hercegről, Viktória brit királynő férjéről kapta, aki nagyméretű hímvesszőjébe egy gyűrűt helyeztetett, hogy azt, amikor szükséges, a kényelmes viselet érdekében hátra tudja kötni.
A piercing hátrányos tulajdonsága, hogy vizelésnél szétszórja a vizeletet. 
Behelyezésnél nagyon fontos az, hogy a pontos szúrási hely meg legyen határozva. A rosszul eltalált szúrási hely és méret vizelési problémát okozhat. 

## Gyógyulási idő
Albert herceg gyógyulási ideje 4 hét és 6 hónap között tarthat. Egy friss PA piercing vérzést, duzzanatot és gyulladást okozhat. Ritka esetekben helyi fertőzésekhez vezethet. Néhány férfi úgy találja, hogy a PA vizelet csöpögést eredményez.  
Néhány PA-viselő szerint mindkét partner számára fokozza a szexuális örömöt. Azonban másoknak a behatolás kellemetlenséget jelent a piercing miatt. PA-gyűrűk további kényelmetlenséget okozhatnak a női partnereknek abban az esetben, ha a pénisz érintkezik a méhnyakkal.  
Mint sok piercing esetében, fennáll annak a veszélye, hogy az ékszerek megakadnak a ruhán, és kihúzódhatnak vagy kiszakadnak. Nagyon vastag vagy nehéz ékszer okozhatja a húgycső nyílása és a meggyógyult "lyuk" közötti szövet elvékonyodását, ami véletlenszerű szakadást vagy egyéb komplikációkat is okozhat. 

## Típusok

### Normál
Albert herceg piercingek általában 12 vagy 10 g-os (2 vagy 2,5 mm) lyukak.  A további nyújtás 0 vagy 00 g (8 vagy 9 mm) vagy nagyobb méretig nem ritka.  H
Míg a legtöbb viselő úgy találja, hogy a PA-k kényelmesek viselni és ritkán távolítják el őket, még a szex alatt is, egyesek azt tapasztalták, hogy a rendkívül nagy vagy nehéz ékszereket hosszú ideig kényelmetlen viselni, vagy zavarják a szexuális együttlétet. 

### Fordított Prince Albert piercing
A makkon keresztül tűrténik a szúrás a húgycsővön keresztül.

### Prince Wand
A húgycsőbe egy fém csővet vezetnek be, ami 1 cm-től akár 10-15 cm hosszúságú is lehet. A PA lyukán keresztül csavarják be a csavart, ami fixen tartja a rudat. A vizelet ezen keresztül ürül. A végére a fertőzések elkerülése véget becsavarható kupot helyeznek el. Az első időben kényelmetlen lehet, de könnyen megszokható.

## Kulturális hagyományok
Ennek a piercingnek az eredete ismeretlen. Sok elmélet azt sugallja, hogy a piercinget a pénisz valamilyen módon történő rögzítésére használták, nem pedig szexuális vagy kulturális céllal. Az intim piercingek a Káma Szútrában jelentek meg a szexuális élvezet fokozásának módjaként.
A modern időkben a Prince Albert piercinget Jim Ward népszerűsítette az 1970-es évek elején.[West Hollywoodban Ward találkozott Richard Simontonnal (más néven Doug Malloy) és Fakir Musafarral. Malloy kiadott egy füzetet, amelyben különösen a nemi piercingek fantáziadús történetét dolgozta fel. Ezeket az apokrif meséket – amelyekben az a gondolat is szerepelt, hogy Albert, a hercegi hitvesnő találta fel a nevét viselő piercinget, hogy megszelídítse nagy péniszének megjelenését szűk nadrágban –, városi legendaként széles körben terjesztik. Igazságukra semmilyen történelmi bizonyítékot nem találtak Malloy állításaitól függetlenül.
Sok más férfi intim piercinghez hasonlóan ezt is a XX. században alkalmazták a meleg férfi szubkultúrában. Akkor vált ismertebbé, amikor a piercing az 1970-es évek végén elterjedt, és fokozatosan felkarolta a populáris kultúra.